# Sint-Nicolaaskerk (Hamburg-Altengamme)
De Sint-Nicolaaskerk in het stadsdeel Altengamme is de oudste dorpskerk in de Vier- en Marschlanden, het zuidoostelijke gebied van Hamburg. De kerk werd gewijd aan Nicolaas van Myra, schutspatroon van kinderen, vissers, zeelieden en handelaren. Sinds de reformatie, die in Altengamme omstreeks 1535 zijn intrede deed, is de kerk het centrum van een lutherse gemeente.

## Geschiedenis
Alhoewel de kerk voor het eerst in schriftelijke vermelding uit het jaar 1247 opduikt, werden de nog altijd bestaande fundamenten van de kerk al meer dan 100 jaar eerder gelegd. Dat was in de 12e eeuw, toen zich voor het eerst mensen vestigden in het gebied dat tegenwoordig de Vierlanden wordt genoemd, naar de toenmalige vier eilanden in het oerstroomdal van de Elbe. Op de fundamenten rustte een weerkerk van granieten muren, waarvan tussen de altaarruimte en het zogenaamde Frauenbrauthaus nog delen zijn te herkennen.
Omstreeks 1605 werd een houten toren naast de kerk gebouwd. Zoals destijds gebruikelijk in de streek bestond er nog geen directe verbinding van de toren met het kerkschip.
Nadat de kerk in 1747 bij zwaar weer instortte, werd ze in de jaren 1748-1752 herbouwd. Tot op de dag van vandaag bepaalt deze nieuwbouw het aanzien van de zaalkerk, die een halfrond koor bezit. De oostelijke voorbouw en de westelijke voorbouw werden in de jaren 1837 resp. 1907-1908 toegevoegd. 
De laatste omvangrijke restauratie dateert uit de jaren 1950-1954 en voorzag in het herstel van de schade aan het muurwerk en het fundament door vochtigheid.

## Interieur

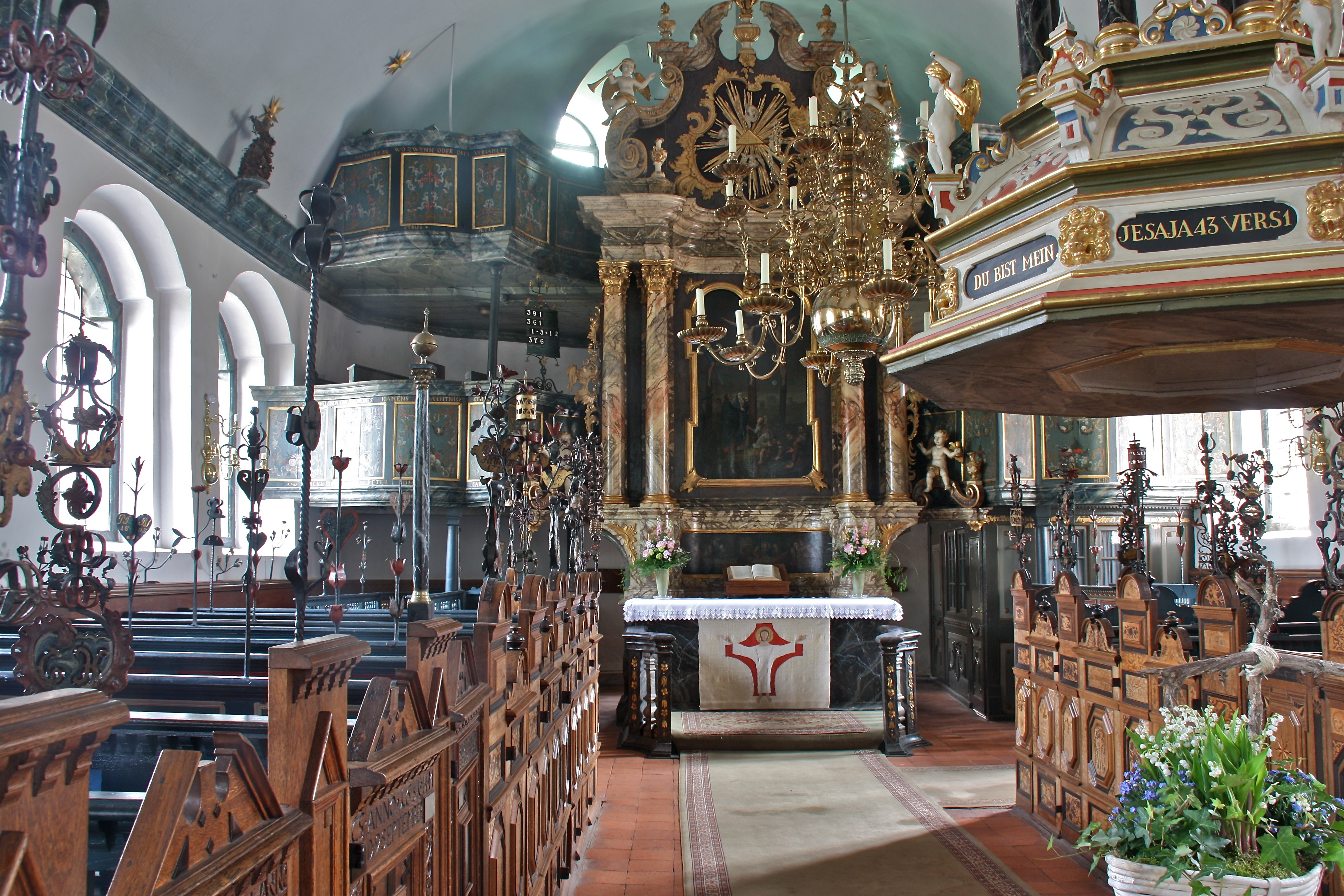
Overzicht

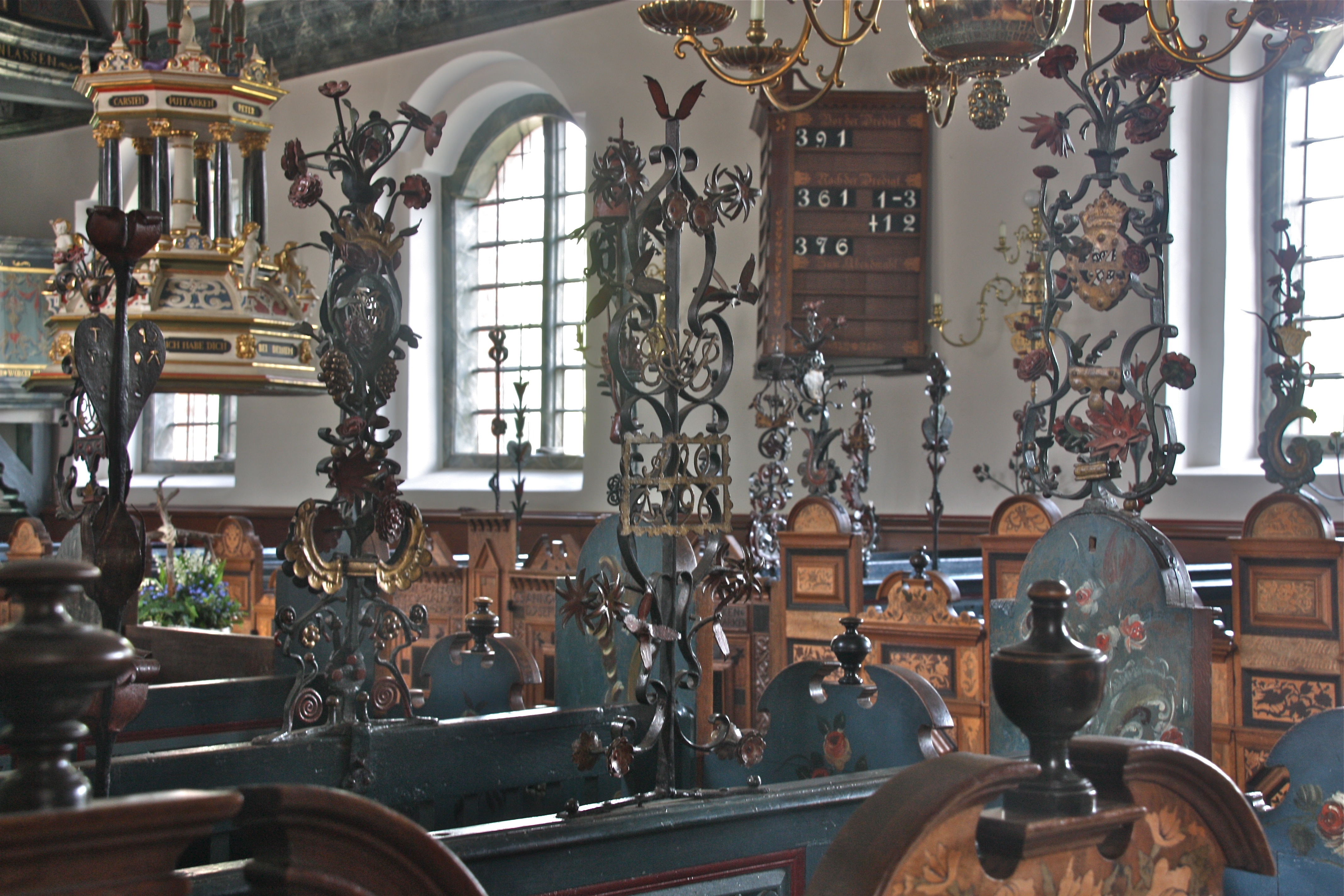
Hoedenstandaarden

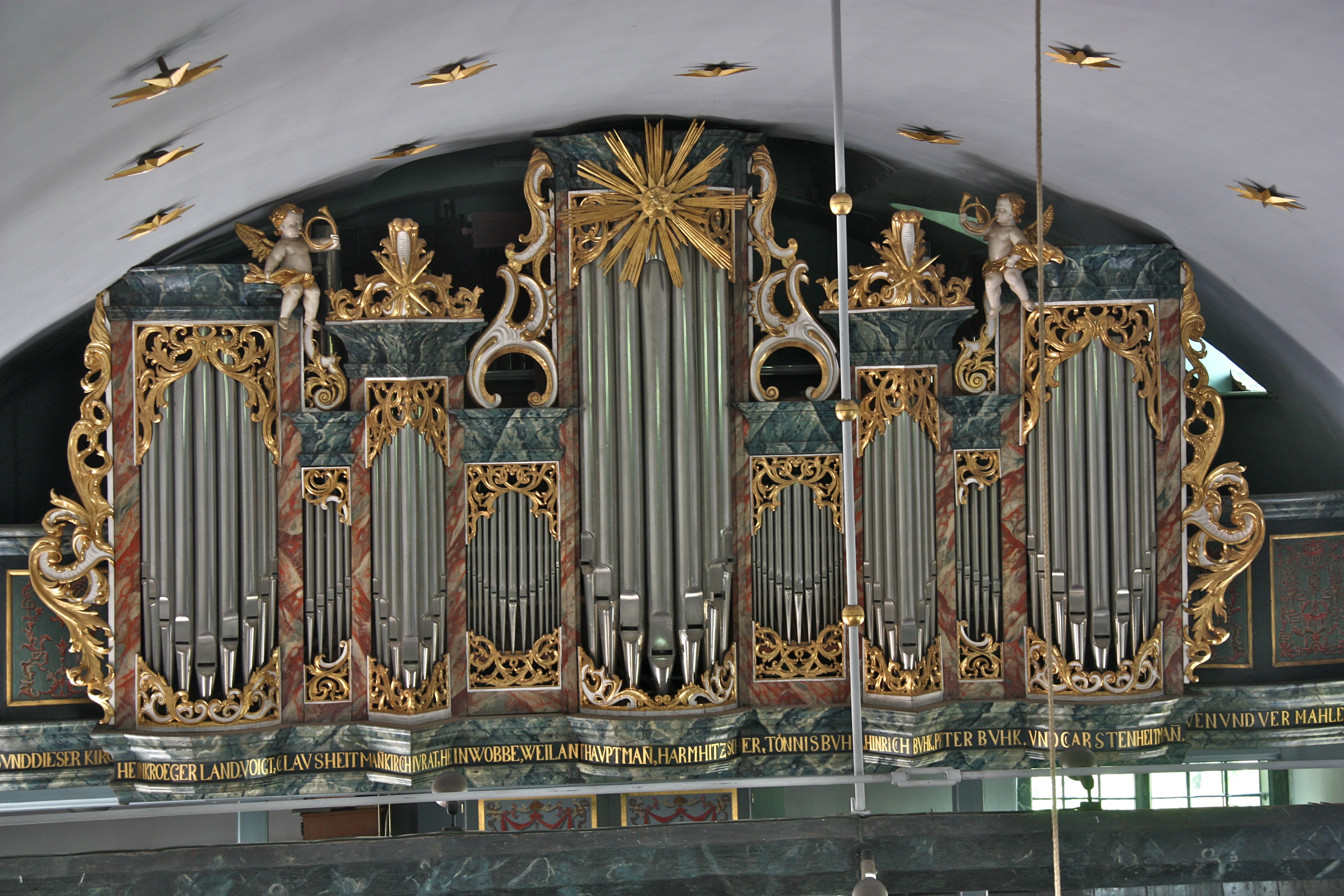
Barok orgel

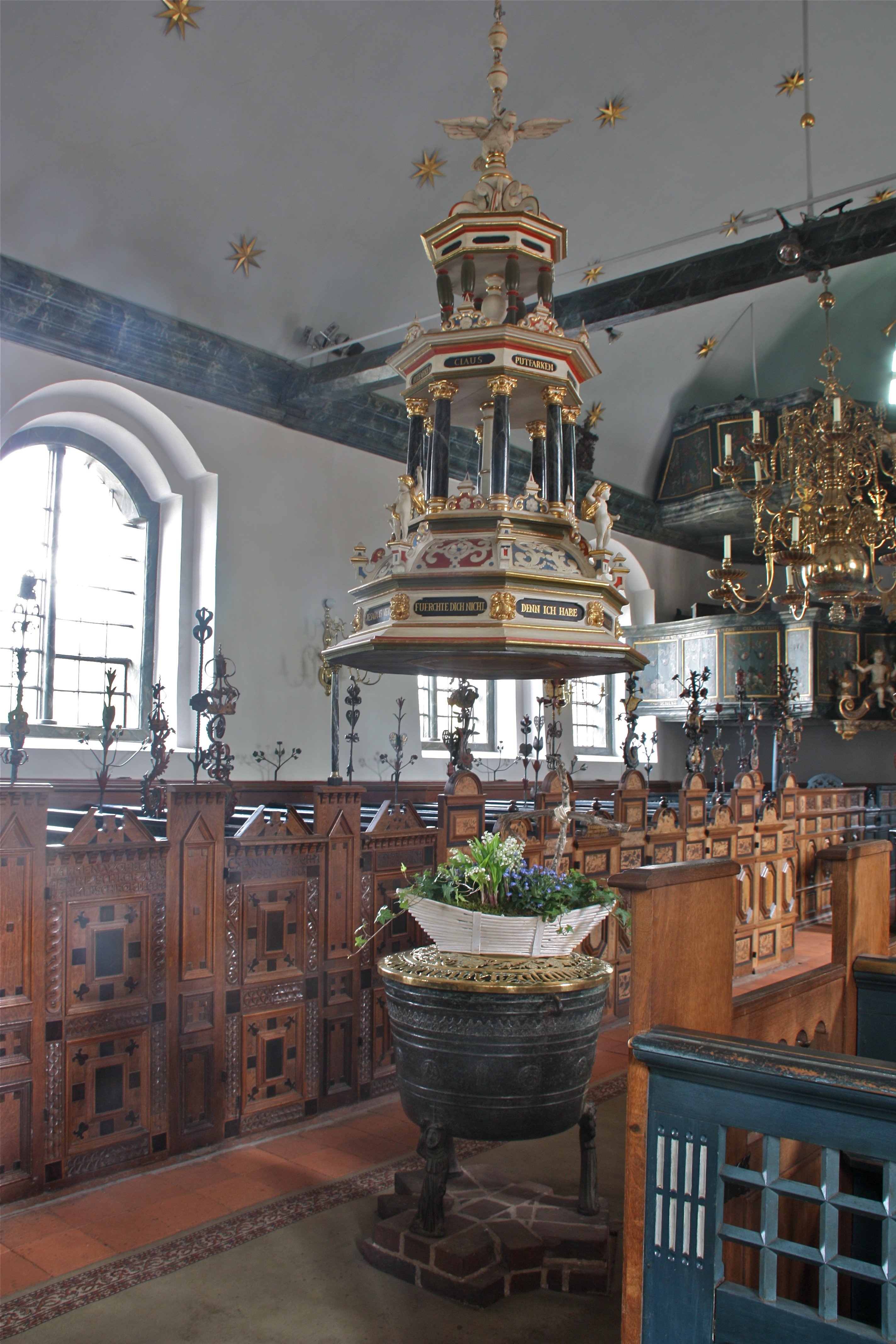
Doopvont

De toegang tot de kerk wordt verschaft door een oostelijke voorbouw en een westelijke voorbouw aan de zuidelijke zijde. Het oostelijke voorportaal wordt het zogenaamde Männerbrauthaus genoemd; het is hoger dan het andere voorportaal en van binnen versierd met folkloristische schilderkunst. Het andere voorportaal wordt het Frauenbrauthaus genoemd en is verder zonder enige decoratie.
De barokke inrichting van de kerk stamt voornamelijk uit de 16e eeuw. De beide galerijen links en rechts van het altaar en de vrouwengalerij onder het orgel vullen de ruimte aan. Het blauw geverfde houten tongewelf is versierd met onregelmatig aangebrachte goudkleurige sterren. Het hoge altaar bevat twee schilderijen van de Kruisiging en het Laatste Avondmaal.
Het bronzen doopbekken dateert uit 1380; de deksel uit 1610. Zeer opvallend in de ruimte aanwezig zijn de 55 rijk versierde hoedenstandaarden, die tussen 1708 en 1800 aan de mannenbanken werden gemonteerd. De kerkbanken bezitten fraaie vormen van inlegwerk, het werk van plaatselijke ambachtslieden. 
De vier kroonluchters werden in 1640 en 1719 vervaardigd.
Naast het altaar bevindt zich een goed bewaarde biechtstoel uit het jaar 1784, een bewijs dat het sacrament van de biecht nog lang tot de lutherse traditie werd gerekend. Tegenwoordig is de biechtstoel in gebruik als sacristie.
De geborduurde zitkussens in de kerkbanken werden in 1975 door gemeenteleden gemaakt. Sinds het jaar 2000 behoort een grote sierbijbel eveneens tot de inventaris van de Nicolaaskerk.

## Klokken
Het gelui van de kerk bestaat uit drie klokken met de slagtonen d'-f'-a'. De grootste klok wordt Celsa genoemd en maakte vroeger deel uit van het gelui van de Mariadom. De klok werd in 1487 met ten minste nog een andere klok door Geert van Wou in Hamburg voor de domkerk gegoten. Net als andere kerkelijke goederen werd de klok verkocht toen de dom als gevolg van de secularisatie in 1804 werd gesloopt. De middelste klok in de toren dateert uit 1691, de kleine klok uit 1822.

## Orgel
Tegelijkertijd met de herbouw in de jaren 1750-1752 bouwde Johann Dietrich Busch een nieuw barok orgel voor de kerk. Het huidige orgel werd in door de firma Emanuel Kemper & Sohn gebouwd en bevindt zich nog altijd in de orgelkas van de 18e eeuw. Het orgel werd in 1999 geheel gerestaureerd.

## Kerkhof
Waarschijnlijk is het huidige kerkhof al sinds de 14e eeuw in gebruik. Rond de kerk bevinden zich de oudste grafvelden. De nieuwere grafvelden breiden zich over een waterloop naar het noorden uit. De oudste grafzerken werden in de kerkmuur gemetseld en dateren uit de 17e eeuw. Op twee plaatsen worden de gevallenen in de beide wereldoorlogen en de oorlogen van 1866 en 1870-1871 herdacht.